# 빌헬름 요한센

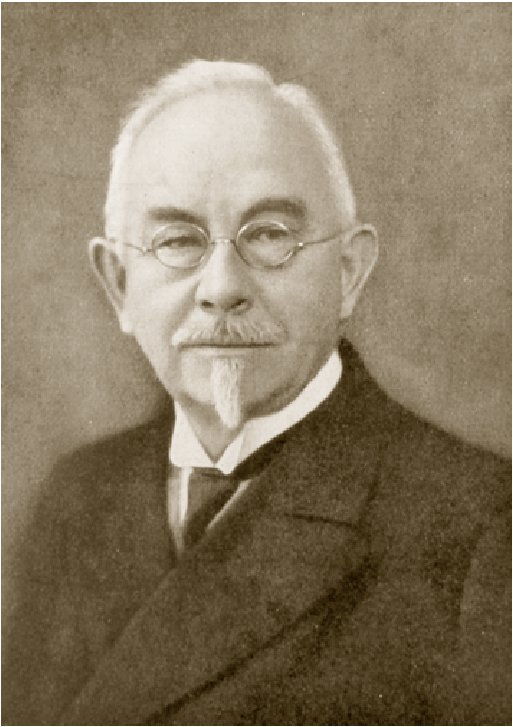

빌헬름 요한센(Wilhelm Johannsen, 1857년 2월 3일 ~ 1927년 11월 11일)은 덴마크의 식물학자이다.
1881년부터 코펜하겐의 카를르스베르크 연구소에서 생화학을 연구하였다. 그 후 코펜하겐 대학 교수를 지냈으며, 1903년에 콩의 변이 유전을 연구하여 순계설을 발표하였다. 저서로 <정밀 유전학 원리>가 있다.